# Albatros J.I
L'Albatros J.I (designazione aziendale L 40) era un biplano monomotore biposto da attacco al suolo e cooperazione con l'esercito prodotto dall'allora azienda tedesco imperiale Albatros Flugzeugwerke GmbH negli anni dieci del XX secolo.
Utilizzato principalmente dalla Luftstreitkräfte, la componente aerea del Deutsches Heer (l'esercito imperiale tedesco), durante la prima guerra mondiale, terminò la sua carriera operativa nel primo dopoguerra con la neocostituita aviazione militare della Polonia.

## Storia del progetto
In virtù dell'esperienza acquisita durante la Battaglia di Verdun, dove la Luftstreitkräfte fu massicciamente impegnata come supporto alle truppe di terra nello scontro con i francesi dal febbraio 1916, l'Idflieg emanò una specifica per una nuova classe di velivolo, uno sviluppo dei velivoli da ricognizione biposto identificata come C-Typ, ma destinata a compiti di cooperazione con le truppe di terra. I nuovi velivoli, che assunsero la designazione di J-Typ, dovendo operare a bassa quota contro obiettivi nemici, erano soggetti al fuoco nemico proveniente da armamenti di piccolo calibro; i velivoli dovevano essere equipaggiati con una pesante corazzatura per prevenire danni agli organi principali, come il gruppo motoelica, ed ai membri dell'equipaggio. Inoltre era disposto fossero caratterizzati dalla velatura biplana per consentire un'adeguata manovrabilità in condizioni operative.
L'Albatros decise di realizzare un modello che rispondesse alle specifiche basandosi sul precedente Albatros C.XII da ricognizione armata. Del C.XII venne riutilizzata l'intera velatura biplana e gli elementi orizzontali e verticale dell'impennaggio abbinandoli ad una nuova fusoliera caratterizzata dai fianchi rettilinei e non più curvilinei come nel precedente modello.

## Utilizzatori
Germania
- Luftstreitkräfte

 Polonia
- Siły Powietrzne